# Anolis muralla
Anolis muralla — вид ігуаноподібних ящірок родини анолісових (Dactyloidae). Ендемік Гондурасу.

## Поширення і екологія
Anolis muralla мешкають у національному парку Ла-Муралья в департаменті Оланчо. Вони живуть в гірських хмарних лісах, серед опалого листя. Зустрічаються на висоті від 1440 до 1740 м над рівнем моря.

## Збереження
МСОП класифікує цей вид як такий, що перебуває на межі зникнення. Anolis muralla загрожує знищення природного середовища.